# Unterführer (Katastrophenschutz)
Die Unterführer in Einheiten des Katastrophenschutzes sind dem Zugführer unterstellt und führen auftragsabhängig als Truppführer einen Trupp, als Staffelführer eine Staffel oder als Gruppenführer eine Gruppe.
Vor einer Ernennung zum Unterführer ist ein Lehrgang zu besuchen, der die angehenden Führungskräfte in die Organisation des Katastrophen- und Zivilschutzes einweist und Grundlagen der Führung von Menschen vermittelt. Der Besuch eines Lehrgangs ist nicht mit einer Ernennung gleichzustellen, da diese gesondert zu erfolgen hat und einen erfolgreich abgeschlossenen Lehrgang voraussetzt. Der Lehrgang umfasst zeitlich drei Wochenenden und die erfolgreiche Teilnahme an einer Katastrophenschutzübung.
Durch die Möglichkeit, den Unterführer sowohl als Trupp-, Staffel- oder auch als Gruppenführer einzusetzen, hat der verantwortliche Zugführer im Einsatzfall variable Planungsmöglichkeiten beim Ausfall eines Unterführers.